# Hermann Röcker
Hermann Röcker (* 12. Februar 1863 in Ellwangen (Jagst); † 25. Januar 1934 in Stuttgart) war ein deutscher Jurist.

## Leben
Der Sohn eines Landgerichtsdirektors studierte an der Eberhard Karls Universität Tübingen von 1882 bis 1886 Rechtswissenschaften. Seit 1882 war er Mitglied der Verbindung Normannia Tübingen.
Er war ab 1889 zunächst Rechtsanwalt in Ravensburg. Ab 1894 war er im württembergischen Justizministerium tätig, wo er 1908 Ministerialrat und 1916 Ministerialdirektor und damit höchster Beamter und Vertreter der Minister Friedrich von Schmidlin, Karl von Mandry, Theodor Liesching, Johannes Baptist von Kiene und Eugen Bolz. Danach war er von 1919 bis 1930 württembergischer Generalstaatsanwalt.
Er war von 1925 bis 1932 Präsident des Landeskirchentags der Evangelischen Kirche in Württemberg.